# Crofton, Maryland
Crofton är en ort i Anne Arundel County i delstaten Maryland, USA.